# Coupe du monde de ski acrobatique 2001-2002
Navigation
Édition précédente Édition suivante
La Coupe du monde de ski acrobatique 2001-2002 est la vingt-troisième édition de la Coupe du monde de ski acrobatique organisée par la Fédération internationale de ski. Elle comprend trois épreuves : le ski de bosses, le saut acrobatique et le ski de bosses en parallèle.
La Norvégienne Kari Traa et l'Américain Eric Bergoust sont tous deux sacrés pour la première fois.

## Déroulement de la compétition
La saison commence avec une étape avancée début septembre dans l’hémisphère sud, à Mont Buller en Australie, avant de reprendre plus tard dans l'hémisphère nord et de se terminer mi mars 2002 à Ruka. Elle comprend onze étapes : une en Océanie, quatre en Amérique du nord, deux en Asie et quatre en Europe. Elle et se déroule du 8 septembre 2001 au 16 mars 2002. La saison est interrompue mi-février par les Jeux olympiques de Salt Lake City.
Les deux dauphins de la saison précédente, la spécialiste des bosses Norvégienne Kari Traa et le spécialiste du saut Américain Eric Bergoust remportent pour la première fois le classement général.
| \| Mont Buller \| Sites des compétitions de ski acrobatique en Australie |
| Mont Buller                                                              |

| Mont Buller |

| \| Inawashiro Madarao \| Sites des compétitions de ski acrobatique au Japon |
| Inawashiro Madarao                                                          |

| Inawashiro Madarao |

| \| Steamboat Mont Tremblant Lake Placid Wistler \| Sites des compétitions de ski acrobatique en Amérique du Nord |
| Steamboat Mont Tremblant Lake Placid Wistler                                                                     |

| Steamboat Mont Tremblant Lake Placid Wistler |

| \| Tignes Oberstdorf Saint-Lary Ruka \| Sites des compétitions de ski acrobatique en Europe |
| Tignes Oberstdorf Saint-Lary Ruka                                                           |

| Tignes Oberstdorf Saint-Lary Ruka |

| \| Mont Buller \| Sites des compétitions de ski acrobatique en Australie |
| Mont Buller                                                              |

| Mont Buller |

| \| Inawashiro Madarao \| Sites des compétitions de ski acrobatique au Japon |
| Inawashiro Madarao                                                          |

| Inawashiro Madarao |

| \| Steamboat Mont Tremblant Lake Placid Wistler \| Sites des compétitions de ski acrobatique en Amérique du Nord |
| Steamboat Mont Tremblant Lake Placid Wistler                                                                     |

| Steamboat Mont Tremblant Lake Placid Wistler |

| \| Tignes Oberstdorf Saint-Lary Ruka \| Sites des compétitions de ski acrobatique en Europe |
| Tignes Oberstdorf Saint-Lary Ruka                                                           |

| Tignes Oberstdorf Saint-Lary Ruka |

## Classements

### Général
La saison compte dix-neuf épreuves : Sept en saut acrobatique, neuf en ski de bosses et trois en ski de bosses en parallèle. Néanmoins le second concours de saut masculin de Mont Buller qui devait avoir lieu le 9 septembre 2001 est annulé, il n'y a donc finalement que dix-huit épreuves masculines.
| Rang | Nom            | Points |
| ---- | -------------- | ------ |
| 1    | Eric Bergoust  | 98.00  |
| 2    | Jeremy Bloom   | 94.00  |
| 3    | Alexei Grishin | 94.00  |
| 4    | Aleš Valenta   | 91.00  |
| 5    | Jeff Bean      | 86.00  |

| Rang | Nom                  | Points |
| ---- | -------------------- | ------ |
| 1    | Kari Traa            | 100.00 |
| 2    | Ala Tsuper           | 98.00  |
| 3    | Hannah Hardaway (en) | 96.00  |
| 4    | Shannon Bahrke       | 93.00  |
| 5    | Ann Battelle         | 89.00  |

### Saut acrobatique
Chez les femmes la triple tenante du titre Australienne Jacqui Cooper réalise un bon début de saison et joue le titre avec la Bélarusse Ala Tsuper, sa dauphine en 2001. Mais le 11 février elle se blesse gravement au genou lors d'une séance d’entraînement de l'épreuve olympique. Tsuper (trois victoires, deux secondes places) remporte donc son premier titre de la spécialité, devant Cooper et la Canadienne Deidra Dionne. Chez les hommes la saison commence de manière mouvementée. À Mont Buller les conditions météos sont mauvaises avec peu de visibilité et beaucoup de vent, et la première épreuve (le 8 septembre) donne lieu à de nombreuses chutes. L'épreuve est raccourcie et celle du lendemain annulée,. L’Américain Eric Bergoust, tenant du titre, est une nouvelle fois le meilleur (quatre podiums dont trois victoires en six concours) et s'impose devant le Bélarusse Alexei Grishin (trois podiums dont une victoire) et le Tchèque Aleš Valenta (trois podiums).
| Rang | Nom            | Points |
| ---- | -------------- | ------ |
| 1    | Eric Bergoust  | 392.00 |
| 2    | Alexei Grishin | 376.00 |
| 3    | Aleš Valenta   | 364.00 |
| 4    | Jeff Bean      | 344.00 |
| 5    | Kyle Nissen    | 336.00 |

| Rang | Nom              | Points |
| ---- | ---------------- | ------ |
| 1    | Ala Tsuper       | 492.00 |
| 2    | Jacqui Cooper    | 428.00 |
| 3    | Deidra Dionne    | 420.00 |
| 4    | Veronika Bauer   | 420.00 |
| 5    | Veronica Brenner | 380.00 |

### Bosses
Chez les femmes la Norvégienne Kari Traa survole la compétition avec sept podiums dont six victoires en neuf courses et conserve son titre de 2001. Troisième la saison passée, l'Américaine Hannah Hardaway (en) avec quatre podiums mais sans victoire, prend cette fois la deuxième place aux dépens de sa compatriote Shannon Bahrke qui compte pourtant quatre podiums également dont deux victoires. Chez les hommes la suprématie Finlandaise prend fin. Les deux Finlandais Janne Lahtela, vainqueur en 2000 et Mikko Ronkainen, vainqueur en 2001, remportent respectivement une et deux épreuves, insuffisant pour rester sur le podium mondial. C'est l'Américain Jeremy Bloom qui s'empare du titre grâce à sa régularité (cinq podiums dont une victoire) devant le Canadien Stéphane Rochon (second d'un classement mondial pour la cinquième fois, mais jamais titré) et le Finlandais Sami Mustonen (deux victoires cette saison).
| Rang | Nom             | Points |
| ---- | --------------- | ------ |
| 1    | Jeremy Bloom    | 564.00 |
| 2    | Stéphane Rochon | 508.00 |
| 3    | Sami Mustonen   | 500.00 |
| 4    | Janne Lahtela   | 488.00 |
| 5    | Mikko Ronkainen | 484.00 |

| Rang | Nom                  | Points |
| ---- | -------------------- | ------ |
| 1    | Kari Traa            | 600.00 |
| 2    | Hannah Hardaway (en) | 556.00 |
| 3    | Shannon Bahrke       | 556.00 |
| 4    | Ann Battelle         | 536.00 |
| 5    | Aiko Uemura          | 504.00 |

### Bosses parallèles
Chez les femmes les trois courses de la saison voient trois podiums complètement différents, récompensant neuf skieuses. C'est la vainqueur de la première course, l'Allemande Christine Gerg (pl), qui remporte le titre, son premier, devant la Norvégienne Kari Traa et la Canadienne Tami Bradley (en). S'il y a également trois vainqueurs différents chez les hommes, le Français Richard Gay accompagne sa victoire lors de la première course d'une troisième place lors de la seconde et s'adjuge le titre (son premier, comme Gerg). L’Américain Garth Hager (pl) (une victoire) et le Canadien Stéphane Rochon (pas de victoire mais deux podiums) complètent le tableau d'honneur.
| Rang | Nom                 | Points |
| ---- | ------------------- | ------ |
| 1    | Richard Gay         | 264.00 |
| 2    | Garth Hager (pl)    | 236.00 |
| 3    | Stéphane Rochon     | 188.00 |
| 4    | Ryan Max Riley (en) | 168.00 |
| 5    | Toby Dawson'        | 164.00 |

| Rang | Nom                 | Points |
| ---- | ------------------- | ------ |
| 1    | Christine Gerg (pl) | 232.00 |
| 2    | Kari Traa           | 212.00 |
| 3    | Tami Bradley (en)   | 204.00 |
| 4    | Jennifer Heil       | 176.00 |
| 4    | Emiko Torito (pl)   | 176.00 |

## Calendrier et podiums

### Hommes
| Date                                                     | Lieu               | Épreuve             | Vainqueur                                                          | Second                                                             | Troisième                                                          |
| -------------------------------------------------------- | ------------------ | ------------------- | ------------------------------------------------------------------ | ------------------------------------------------------------------ | ------------------------------------------------------------------ |
| 8 septembre 2001                                         | Mont Buller        | Saut                | Eric Bergoust                                                      | Kyle Nissen                                                        | Andrew Capicik (en)                                                |
| 9 septembre 2001                                         | Mont Buller        | Saut                | Épreuve annulée à cause des mauvaises conditions météorologiques,. | Épreuve annulée à cause des mauvaises conditions météorologiques,. | Épreuve annulée à cause des mauvaises conditions météorologiques,. |
| 1er décembre 2001                                        | Tignes             | Bosses              | Johann Grégoire                                                    | Stéphane Rochon                                                    | Jeremy Bloom                                                       |
| 14 décembre 2001                                         | Steamboat Springs  | Bosses              | Stéphane Rochon                                                    | Travis Mayer                                                       | Jeremy Bloom                                                       |
| 15 décembre 2001                                         | Steamboat Springs  | Bosses en parallèle | Richard Gay                                                        | Janne Lahtela                                                      | Stéphane Rochon                                                    |
| 6 janvier 2002                                           | Oberstdorf         | Bosses              | Janne Lahtela                                                      | Laurent Niol (pl)                                                  | Travis Ramos (pl)                                                  |
| 11 janvier 2002                                          | Saint-Lary         | Bosses              | Jonny Moseley                                                      | Fredrik Fortkord (pl)                                              | Ryan Johnson (pl)                                                  |
| 12 janvier 2002                                          | Saint-Lary         | Bosses              | Sami Mustonen                                                      | Janne Lahtela                                                      | Evan Dybvig (en)                                                   |
| 12 janvier 2002                                          | Mont Tremblant     | Saut                | Eric Bergoust                                                      | Jeff Bean                                                          | Aleš Valenta                                                       |
| 13 janvier 2002                                          | Mont Tremblant     | Saut                | Nicolas Fontaine                                                   | Alexei Grishin                                                     | Eric Bergoust                                                      |
| 18 janvier 2002                                          | Lake Placid        | Saut                | Alexei Grishin                                                     | Aleš Valenta                                                       | Steve Omischl                                                      |
| 19 janvier 2002                                          | Lake Placid        | Bosses              | Jeremy Bloom                                                       | Travis Mayer                                                       | Jean-Luc Brassard                                                  |
| 20 janvier 2002                                          | Lake Placid        | Saut                | Eric Bergoust                                                      | Aleš Valenta                                                       | Alexei Grishin                                                     |
| 26 janvier 2002                                          | Whistler Blackcomb | Bosses en parallèle | Garth Hager (pl)                                                   | Stéphane Rochon                                                    | Richard Gay                                                        |
| 27 janvier 2002                                          | Whistler Blackcomb | Saut                | Dmitri Arkhipov (en)                                               | Nicolas Fontaine                                                   | Jeff Bean                                                          |
| Jeux olympiques de Salt Lake City (9 au 19 février 2002) |                    |                     |                                                                    |                                                                    |                                                                    |
| 3 mars 2002                                              | Inawashiro         | Bosses              | Mikko Ronkainen                                                    | Jeremy Bloom                                                       | Yugo Tsukita                                                       |
| 9 mars 2002                                              | Madarao            | Bosses en parallèle | Ryan Johnson (pl)                                                  | Ryan Max Riley (en)                                                | Yugo Tsukita                                                       |
| 10 mars 2002                                             | Madarao            | Bosses              | Sami Mustonen                                                      | Richard Gay                                                        | Travis Cabral (en)                                                 |
| 16 mars 2002                                             | Ruka               | Bosses              | Mikko Ronkainen                                                    | Jeremy Bloom                                                       | Stéphane Rochon                                                    |

### Femmes
| Date                                                     | Lieu               | Épreuve             | Vainqueur             | Second                  | Troisième               |
| -------------------------------------------------------- | ------------------ | ------------------- | --------------------- | ----------------------- | ----------------------- |
| 8 septembre 2001                                         | Mont Buller        | Saut                | Jacqui Cooper         | Li Nina                 | Nataliya Orekhova (en)  |
| 9 septembre 2001                                         | Mont Buller        | Saut                | Ala Tsuper            | Alisa Camplin           | Assoli Slivets          |
| 1er décembre 2001                                        | Tignes             | Bosses              | Kari Traa             | Hannah Hardaway (en)    | Aiko Uemura             |
| 14 décembre 2001                                         | Steamboat Springs  | Bosses              | Kari Traa             | Ljudmila Dymchenko (de) | Margarita Marbler       |
| 15 décembre 2001                                         | Steamboat Springs  | Bosses en parallèle | Christine Gerg (pl)   | Emiko Torito (pl)       | Tami Bradley (en)       |
| 6 janvier 2002                                           | Oberstdorf         | Bosses              | Shannon Bahrke        | Hannah Hardaway (en)    | Jennifer Heil           |
| 11 janvier 2002                                          | Saint-Lary         | Bosses              | Kari Traa             | Marina Cherkasova (pl)  | Shannon Bahrke          |
| 12 janvier 2002                                          | Saint-Lary         | Bosses              | Kari Traa             | Shannon Bahrke          | Hannah Hardaway (en)    |
| 12 janvier 2002                                          | Mont Tremblant     | Saut                | Jacqui Cooper         | Ala Tsuper              | Veronika Bauer          |
| 13 janvier 2002                                          | Mont Tremblant     | Saut                | Veronica Brenner      | Ala Tsuper              | Manuela Müller (de)     |
| 18 janvier 2002                                          | Lake Placid        | Saut                | Veronika Bauer        | Jacqui Cooper           | Deidra Dionne           |
| 19 janvier 2002                                          | Lake Placid        | Bosses              | Kari Traa             | Hannah Hardaway (en)    | Jillian Vogtli (en)     |
| 20 janvier 2002                                          | Lake Placid        | Saut                | Ala Tsuper            | Xu Nannan               | Veronica Brenner        |
| 26 janvier 2002                                          | Whistler Blackcomb | Bosses en parallèle | Rachel Belliveau (pl) | Margarita Marbler       | Kari Traa               |
| 27 janvier 2002                                          | Whistler Blackcomb | Saut                | Ala Tsuper            | Xu Nannan               | Li Nina                 |
| Jeux olympiques de Salt Lake City (9 au 19 février 2002) |                    |                     |                       |                         |                         |
| 3 mars 2002                                              | Inawashiro         | Bosses              | Jennifer Heil         | Kari Traa               | Aiko Uemura             |
| 9 mars 2002                                              | Madarao            | Bosses en parallèle | Ingrid Berntsen (en)  | Jennifer Heil           | Ljudmila Dymchenko (de) |
| 10 mars 2002                                             | Madarao            | Bosses              | Shannon Bahrke        | Ann Battelle            | Margarita Marbler       |
| 16 mars 2002                                             | Ruka               | Bosses              | Kari Traa             | Tae Satoya              | Ann Battelle            |

### Résultats officiels
1. ↑  (en) « Mt. Buller (AUS) World Cup - Men's aerials », sur fis-ski.com (consulté le 15 février 2021)
2. ↑  (en) « Tignes (FRA) World Cup - Men's moguls », sur fis-ski.com (consulté le 15 février 2021)
3. ↑  (en) « Steamboat (USA) World Cup - Men's moguls », sur fis-ski.com (consulté le 15 février 2021)
4. ↑  (en) « Steamboat (USA) World Cup - Men's dual moguls », sur fis-ski.com (consulté le 15 février 2021)
5. ↑  (en) « Oberstdorf (GER) World Cup - Men's moguls », sur fis-ski.com (consulté le 15 février 2021)
6. ↑  (en) « Saint Lary (FRA) World Cup - Men's moguls », sur fis-ski.com (consulté le 15 février 2021)
7. ↑  (en) « Saint Lary (FRA) World Cup - Men's moguls », sur fis-ski.com (consulté le 15 février 2021)
8. ↑  (en) « Mont Tremblant (CAN) World Cup - Men's aerials », sur fis-ski.com (consulté le 15 février 2021)
9. ↑  (en) « Mont Tremblant (CAN) World Cup - Men's aerials », sur fis-ski.com (consulté le 15 février 2021)
10. ↑  (en) « Lake Placid, NY (USA) World Cup - Men's aerials », sur fis-ski.com (consulté le 15 février 2021)
11. ↑  (en) « Lake Placid, NY (USA) World Cup - Men's moguls », sur fis-ski.com (consulté le 15 février 2021)
12. ↑  (en) « Lake Placid, NY (USA) World Cup - Men's aerials », sur fis-ski.com (consulté le 15 février 2021)
13. ↑  (en) « Whistler, BC (CAN) World Cup - Men's dual moguls », sur fis-ski.com (consulté le 15 février 2021)
14. ↑  (en) « Whistler, BC (CAN) World Cup - Men's aerials », sur fis-ski.com (consulté le 15 février 2021)
15. ↑  (en) « Inawashiro (JPN) World Cup - Men's moguls », sur fis-ski.com (consulté le 15 février 2021)
16. ↑  (en) « Madarao (JPN) World Cup - Men's dual moguls », sur fis-ski.com (consulté le 15 février 2021)
17. ↑  (en) « Madarao (JPN) World Cup - Men's moguls », sur fis-ski.com (consulté le 15 février 2021)
18. ↑  (en) « Ruka (FIN) World Cup - Men's moguls », sur fis-ski.com (consulté le 15 février 2021)
19. ↑  (en) « Mt. Buller (AUS) World Cup - Women's aerials », sur fis-ski.com (consulté le 16 février 2021)
20. ↑  (en) « Mt. Buller (AUS) World Cup - Women's aerials », sur fis-ski.com (consulté le 16 février 2021)
21. ↑  (en) « Tignes (FRA) World Cup - Women's moguls », sur fis-ski.com (consulté le 16 février 2021)
22. ↑  (en) « Steamboat (USA) World Cup - Women's moguls », sur fis-ski.com (consulté le 16 février 2021)
23. ↑  (en) « Steamboat (USA) World Cup - Women's dual moguls », sur fis-ski.com (consulté le 16 février 2021)
24. ↑  (en) « Oberstdorf (GER) World Cup - Women's moguls », sur fis-ski.com (consulté le 16 février 2021)
25. ↑  (en) « Saint Lary (FRA) World Cup - Women's moguls », sur fis-ski.com (consulté le 16 février 2021)
26. ↑  (en) « Saint Lary (FRA) World Cup - Women's moguls », sur fis-ski.com (consulté le 16 février 2021)
27. ↑  (en) « Mont Tremblant (CAN) World Cup - Women's aerials », sur fis-ski.com (consulté le 16 février 2021)
28. ↑  (en) « Mont Tremblant (CAN) World Cup - Women's aerials », sur fis-ski.com (consulté le 16 février 2021)
29. ↑  (en) « Lake Placid, NY (USA) World Cup - Women's aerials », sur fis-ski.com (consulté le 16 février 2021)
30. ↑  (en) « Lake Placid, NY (USA) World Cup - Women's moguls », sur fis-ski.com (consulté le 16 février 2021)
31. ↑  (en) « Lake Placid, NY (USA) World Cup - Women's aerials », sur fis-ski.com (consulté le 16 février 2021)
32. ↑  (en) « Whistler, BC (CAN) World Cup - Women's dual moguls », sur fis-ski.com (consulté le 16 février 2021)
33. ↑  (en) « Whistler, BC (CAN) World Cup - Women's aerials », sur fis-ski.com (consulté le 16 février 2021)
34. ↑  (en) « Inawashiro (JPN) World Cup - Women's moguls », sur fis-ski.com (consulté le 16 février 2021)
35. ↑  (en) « Madarao (JPN) World Cup - Women's dual moguls », sur fis-ski.com (consulté le 16 février 2021)
36. ↑  (en) « Madarao (JPN) World Cup - Women's moguls », sur fis-ski.com (consulté le 16 février 2021)
37. ↑  (en) « Ruka (FIN) World Cup - Women's moguls », sur fis-ski.com (consulté le 16 février 2021)